# Собор Вознесіння Пресвятої Діви Марії (Крк)

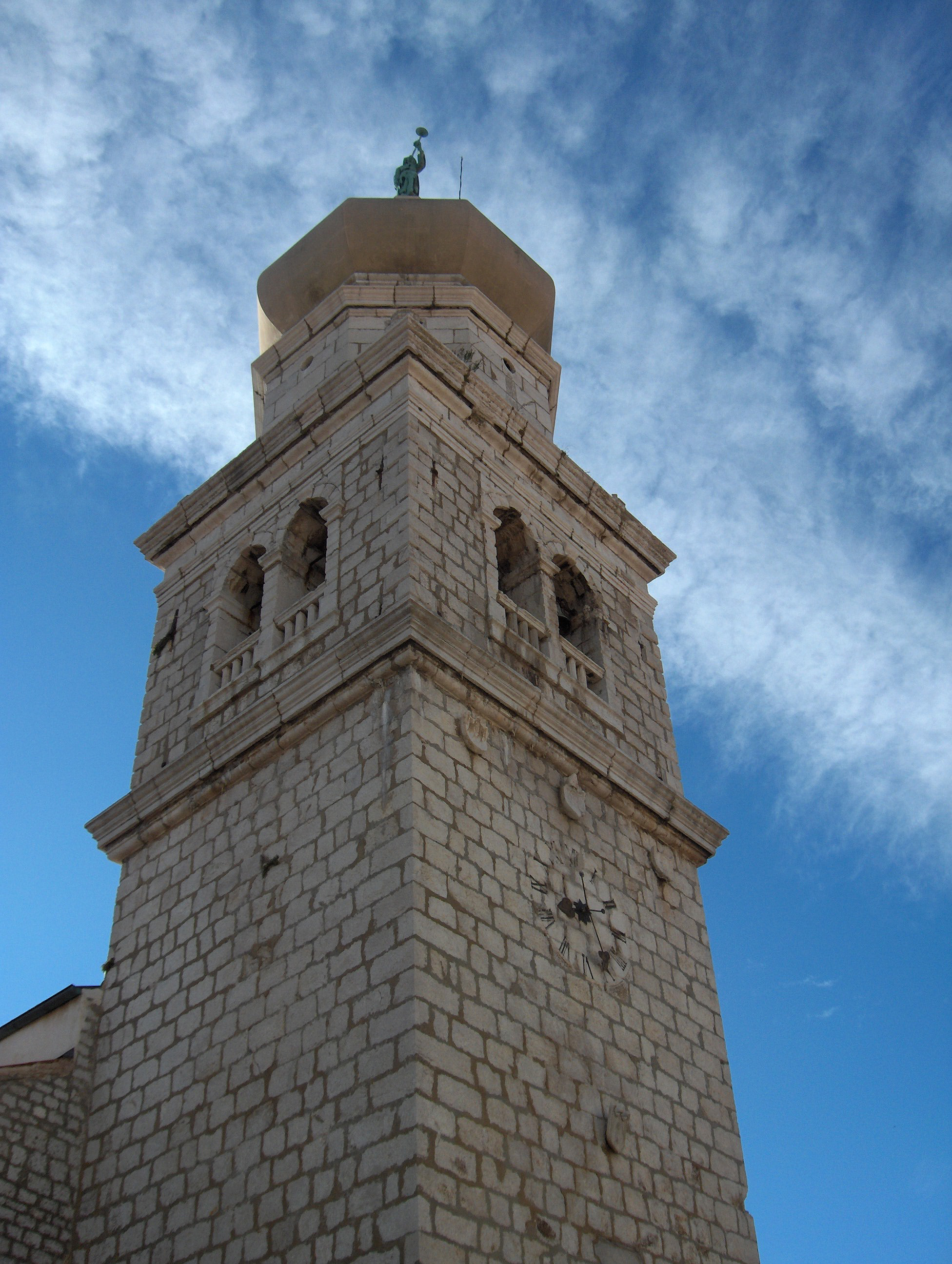
Дзвіниця

Собор Вознесіння Пресвятої Діви Марії (хорв. Katedrala uznesenja blažene Djevice Marije), Кркський собор — католицький собор в місті Крк, Хорватія, кафедральний собор дієцезії Крка, пам'ятка архітектури.
Будівля собору зведено в XII столітті, перша згадка про нього відноситься до 1186 року. Собор побудований на місці ранньохристиянської базиліки V—VI століть. Археологічні розкопки середини XX століття довели, що на цьому місці в римську епоху розташовувалися терми, а християни використовували це місце починаючи з IV століття.
Кркський собор являє собою частину релігійного комплексу, до якого крім нього входить романська церква св. Квирина (XII століття, єдина дворівнева історична церква Хорватії), дзвіниця XVI століття, увінчана фігурою ангела з трубою, капела св. Барбари (XV століття) і ранньохристиянський баптистерій V—VI століть.
Собор орієнтований за традиційною для ранньохристиянських храмів лінії схід-захід. Довжина собору 40 метрів, внутрішня ширина 14,5 метрів. Собор тринефний, центральний неф відділений від бокових рядами з колон. Проріз між колонами — 3,1 метра.
Собор кілька разів розширювався і перебудовувався, зокрема був споруджений ряд капел уздовж бічних нефів. Близько 1450 року глава дому Франкопанів, для яких острів Крк мав особливе значення, як місце виникнення роду, наказав звести каплицю на честь Святий Барбари, покровительки сімейства. Підлога каплиці прикрашена гербом Франкопанів. У 1500 році побудовано два ренесансних амвони, в 1538 році перебудована і розширена апсида, в 1700 році споруджено хори, на яких розмістився орган. У 1717 році виготовлений єпископський трон.